# Кане Танака
Кане Танака (на японски: 田中カ子; 2 януари 1903 г. - 19 април 2022 г.) е японска свръхдълголетница. Тя е най-дълголетния жив човек от 22 юли 2018 г. до смъртта си, втория доказано най-дълголетен човек в историята и най-дълголетения японец.

## Личен живот
Родена с името Кане Ота в село Ваджиро, Фукока, Япония като седмото дете в семейството. Според семейството ѝ, Кане е родена на 26 декември 1902 г., но родителите ѝ забавили издаването на документите ѝ с една седмица понеже не били сигурни дали ще оцелее. Кане е родена недоносена. Жени се за братовчед си Хидео Танака през 1922 г. Двойката има двама синове и две дъщери. Осиновяват втората дъщеря на сестрата на Хидео. Най-голямата дъщеря на Кане умира малко след раждането си, а втората ѝ дъщеря умира на 1-годишна възрраст през 1947 г. Осиновената им дъщеря умира през 1945 г. на 23 години от болест. Кане и съпругът и работели в хранителен магазин. Съпругът ѝ е извикан в армията, където служи между 1937 – 1939 г. Единият от синовете ѝ бива заловен и става военопленник Сибир в края на Втората световна война, но е освободен и се завръща у дома през 1947 г. След войната Кане приема християнството, под влияние на американските пастори в Япония. Кане се пенсионира на 63-годишна възраст и пътува до САЩ през 70-те години. Съпругът ѝ умира на 90-годишна възраст през 1993 г. след 71 години брак. От септември 2018 г. Кане живее в дом за възрастни хора и към 118-тия си рожден ден все още е в добро здраве. Тя трябваше да държи олимпийския огън на Олимпийските игри в Токио през 2020 г., но се отказва поради увеличаването на случаите на коронавирус в страната. От време на време Кане играе настолни игри и се разхожда из коридорите на сградата. Сред хобитата ѝ са калиграфията и решаването на аритметични задачи. Има 5 внуци и 8 правнуци.

### Смърт
На 19 април 2022 г., 9 дни след като става вторият най-дълголетен човек в историята, Кане Танака умира в болница във Фукока. Смъртта й е обявена публично едва шест дни по-късно, на 25 април 2022 г.
След смъртта ѝ французойката Люсил Рандон става най-възрастният валидиран жив човек в света.

## Здраве и дълголетие
През живота си, Танака се разболява от няколко сериозни болести, включително от паратиф. На 45-годшна възраст е оперирана от рак на панкреаса. През 2006 г. е диагностицирана с рак на червата и е оперирана на 103 години. На 9 март 2019 г. Гинес официално ѝ връчва титлите „Най-възрастен жив човек“ и „Най-възрастна жива жена“.
Танака казва, че иска да доживее до 120-годишна възраст. Отдава дълголетието си на вярата в Бог, семейството, съня, надеждата, добрата храна и математическите задачи.